# Herz-Jesu-Kirche (Wiesbaden-Biebrich)

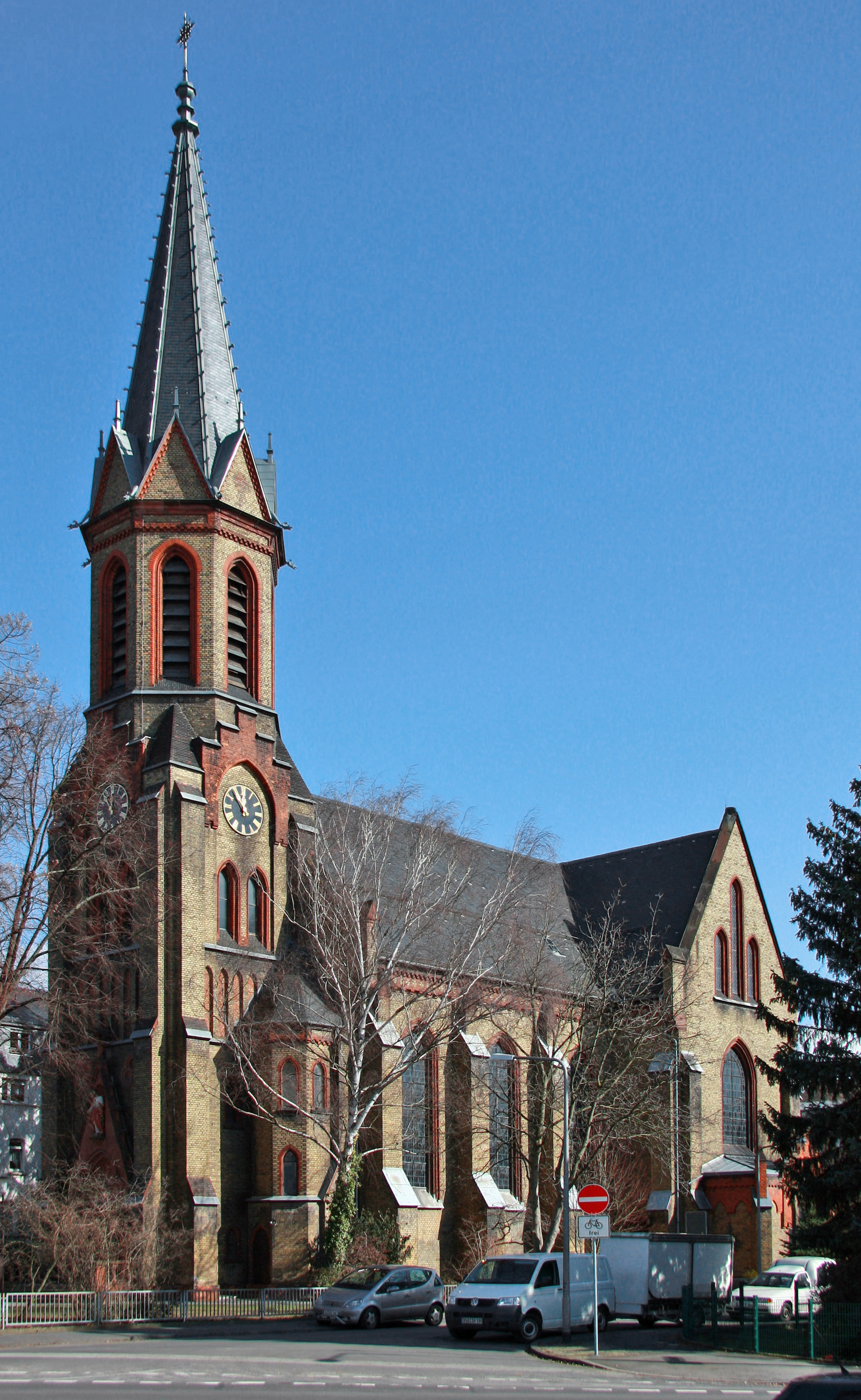
Seitenansicht mit Glockenturm und Schiff

Die Herz-Jesu-Kirche (ⓘ) ist die Pfarrkirche der gleichnamigen römisch-katholischen Gemeinde in Wiesbaden-Biebrich. Seit der Eingemeindung Biebrichs nach Wiesbaden ist sie neben der katholischen Kirche in Sonnenberg die zweite Kirche dieses Patroziniums im Stadtgebiet.

## Geschichte
Die Kirche konnte aufgrund einer Stiftung von Eugenia Kreitz gebaut werden, die ihr Vermögen von ihrem Vater Hubertus Kreitz geerbt hatte. Dieser war Uhrenfabrikant in Sankt Petersburg gewesen, wo er zu Vermögen gekommen war, und verbrachte seinen Ruhestand in Wiesbaden-Biebrich. Hier wendete er der katholischen Gemeinde St. Marien beträchtliche Mittel zu.
Mitte des 19. Jahrhunderts führte die auch Biebrich erfassende Industrialisierung zu einem Anstieg der Katholikenzahl. Aus diesem Grund wurde, neben der bereits bestehenden St.-Marien-Kirche, ein weiterer Kirchbau erforderlich. Am 22. September 1898 wurde die neue Kirche vom Limburger Bischof Dominikus Willi geweiht und erhielt gemäß dem Wunsch der Stifterin den Namen Heiligstes Herz Jesu.
Eugenia Kreitz stiftete der Pfarrgemeinde neben der Kirche ein Pfarrhaus und ein Küsterhaus, einen Kindergarten und ein Altersheim sowie ihre Villa, die später zu einem Schwesternheim umgebaut wurde.

## Architektur
Die Kirche wurde als neugotischer Backsteinbau in Kreuzform errichtet und ist nach Osten ausgerichtet. Sie umfasst ein einschiffiges Längs- und ein Querschiff sowie als Westabschluss einen Turm mit oktogonalem Obergeschoss und Kegelspitze. Ihre Länge beträgt 45 Meter, die Breite 12 Meter. Die Höhe des Schiffes bis zum Gewölbe ist 13,70 Meter, die Höhe des Kreuzschiffes beträgt 15,30 m. Mit einer Breite von 12 m galt der Bogen des Gewölbes damals als der am weitesten gespannte aller einschiffigen Kirchen in Deutschland.
Auch der Innenraum des Gebäudes wurde ursprünglich im neugotischen Stil entworfen. Im Jahr 1955 erfolgte eine erste Renovierung, die auch der Beseitigung von letzten Kriegsschäden diente. Dabei wurde der Innenraum entsprechend dem Zeitgeschmack gestaltet. Die kriegszerstörten Fenster des Altarraums wurden durch neue Motivfenster ersetzt, das mittlere Fenster wurde wegen starker Blendung zugemauert.
Im Rahmen einer erneuten Renovierung zwischen 1990 und 1991 wurde versucht, die ursprünglichen neugotischen Elemente so weit wie möglich wiederherzustellen. Hierzu wurden übertünchte Wandmalereien nach den alten Vorlagen restauriert. Der Hochaltar wurde durch ein vom Bildhauer Hubert Elsässer gefertigtes Retabel (Tafelbild mit Tabernakel) ersetzt. Elsässer restaurierte auch die Kreuzigungsgruppe.
In einer offenen Kapelle – auf der Rückseite der Kirche – wurde 1955 die Pietà aufgestellt. Sie wurde dem Gedenken für die Gefallenen und Opfer beider Weltkriege geweiht.
Die Kirche bildet, gemeinsam mit dem zugehörigen Pfarrhaus und Küsterhaus, ein geschütztes Einzeldenkmal gem. §2 Hessisches Denkmalschutzgesetz.